# Plac Teatralny w Bydgoszczy
Plac Teatralny – plac położony w centrum Bydgoszczy.

## Położenie
Plac Teatralny znajduje się w centrum Bydgoszczy między ulicami: Karmelicką, Focha, Mostową oraz rzeką Brdą. Jest on położony na północnym skraju bydgoskiego miasta lokacyjnego stanowiąc łącznik ze Śródmieściem.
Wschodnią pierzeję placu stanowią wielkomiejskie kamienice wzniesione pod koniec XIX wieku oraz na początku wieku XX.

## Historia
Zobacz też: Klasztor Karmelitów w Bydgoszczy.
Pierwsze budynki na obszarze obecnego placu Teatralnego powstały w końcu XIV wieku. Były to zabudowania klasztorne karmelitów, oraz kościół pw. Najświętszej Marii Panny.
W połowie XVI wieku karmelici bydgoscy wznieśli budynki murowane: zarówno klasztoru jak i kościoła. Konwent opasany był murem, który  stanowił część systemu obronnego miasta. Na północy obecnego Placu w mury wtopiona była Brama Gdańska. Taki stan trwał do kasacji zakonu w 1816 r. przez władze pruskie.
W 1822 r. kościół mariacki karmelitów został rozebrany do fundamentów, a na jego miejscu wzniesiono pierwszy budynek teatru. Odtąd miejski przybytek Melpomeny stał się przyczynkiem ukształtowania placu miejskiego i nadania mu obecnej nazwy.
Budynek teatru odbudowany po pożarze w 1835 r., spłonął ponownie w 1890 r. W 1895 r. wzniesiono następny – tym razem reprezentacyjny budynek Teatru Miejskiego zaprojektowany przez berlińskiego architekta Heinricha Sellinga. Podczas budowy gmachu rozebrano gotycką wieżę, która była ostatnim reliktem klasztoru karmelitów.
W 1888 roku przez plac przejechał pierwszy tramwaj konny. Pierwsze dwie trasy połączyły Dworzec kolejowy z ulicą Poznańską i Okolem, oraz ulicę Gdańską z ulicą Toruńską przez Plac Teatralny. 
W roku 1896 na placu założono sieć trakcyjną potrzebną do uruchomienia tramwajów elektrycznych. 
Na przełomie 1900 i 1901 roku z Placu Teatralnego wyprowadzono trzecią linię tramwajową, najpierw w stronę Wilczaka, następnie w stronę Bartodziejów Wielkich. Plac Teatralny stał się największym węzłem przesiadkowym w Bydgoszczy, w przeddzień wybuchu II wojny światowej przez plac przejeżdżały wszystkie cztery dzienne linie tramwajowe. Swoje znaczenie stracił dopiero po oddaniu do użytku linii „Brda” w 1953 roku i uruchomieniu węzła przesiadkowego na Babiej Wsi. Po 1974 roku likwidacji uległy na placu tory na osi północ-południe. Od tego czasu tramwaje kursują przez plac już tylko na osi wschód-zachód, wzdłuż jego północnej pierzei (linie 1, 3, 5 i 8).
Między południową ścianą teatru, a brzegiem rzeki znajdowała się popularna kawiarnia zwana „Teatralną”. Na pobliskim skwerze 18 października 1910 r. ustawiono rzeźbę „Łuczniczka” autorstwa Ferdinanda Lepcke z Berlina – uznawaną za jeden z symboli Bydgoszczy.
Na terenie przylegającym od południa do Teatru Miejskiego, w 1901 r. założono skwer o powierzchni 0,20 ha. W środkowej jego części rosły niskie krzewy, kwiaty, zaś na obrzeżach, gdzie wytyczono aleję spacerową – wysokie drzewa i krzewy liściaste i iglaste. W obrębie placu zasadzono łącznie 45 gatunków drzew, m.in. świerk pospolity, kłujący, sitkański, biały, syberyjski, sosna limba, klon czerwony, platan klonolistny, jesion wyniosły, wiąz, lipa srebrzysta.
Konsekwencją wzniesienia reprezentacyjnego budynku teatru była modernizacja placu. We wschodniej pierzei na fundamentach dotychczasowych budynków wzniesiono w latach 1893–1912 neobarokowe i modernistyczne kamienice. Częściowej modernizacji doczekała się również dochodząca do placu ul. Mostowa oraz ul. Focha.
W okresie międzywojennym plac Teatralny był jednym z najważniejszych i najbardziej eksponowanych placów miejskich w Bydgoszczy, chętnie utrwalanym na pocztówkach i w dziełach lokalnych artystów.  W latach 1937-1938 plac został dodatkowo przebudowany.
Generalną zmianę przyniósł rok 1945. Podczas walk o wyzwolenie miasta budynek teatru został trafiony pociskami, a następnie spaliło się wnętrze obiektu.
Gmach przez nowe władze miejskie błędnie kojarzony z kulturą niemiecką został bezmyślnie rozebrany. Odtąd Plac Teatralny jest okaleczony, gdyż brakuje na nim przybytku kulturalnego, od którego wziął nazwę.
Ostatecznie teren po wyburzonym teatrze przeznaczono na zieleniec. W latach 1959–1961 plac poszerzono i zagospodarowano w obecnym kształcie. Przeniesiono również pomnik Łuczniczki do parku im. J. Kochanowskiego na skwer przed budynkiem nowego teatru.

### Nazwy
Plac w przekroju historycznym posiadał następujące nazwy:
- 1872–1920 – Theater-Platz
- 1920–1939 – Plac Teatralny
- 1939–1945 – Theater-Platz
- 1945–1949 – Plac Teatralny
- 1950–1956 – Plac Wyzwolenia
- 1956–1990 – Plac Zjednoczenia
- od 1990 – Plac Teatralny

## Stan obecny
Plac Teatralny obecnie jest użytkowany w części zachodniej jako zieleniec, a we wschodniej jako ulica. Jako jeden z najbardziej eksponowanych terenów w mieście wciąż czeka na zagospodarowanie.
Władze miasta Bydgoszczy planują nową zabudowę o wysokiej wartości architektonicznej. W grę wchodzi centrum kongresowe lub obiekt kulturalny.
19 lipca 2013 uruchomiono na placu dwie pergole zamgławiające: przepływająca przez instalację woda tworzy delikatną mgłę wodną. W 2018 dokonano demontażu stojącego tu telebimu reklamowego.
21 listopada 2018 ogłoszono przetarg na przebudowę placu Teatralnego wraz z fragmentem ul. Focha, przewidujący m.in. budowę przystanku wiedeńskiego o długości 40 m po południowej stronie jezdni (Bydgoszcz jest największym polskim miastem, w którym są one nieobecne) oraz dróg rowerowych m.in. na kierunku Stare Miasto – Gdańska, w którym nie złożono jednak żadnej oferty. W przetargu ogłoszonym w marcu 2019 swoją ofertę złożył jedynie Strabag, jednakże z powodu jego oczekiwań finansowych postępowanie unieważniono. Dopiero kolejny przetarg w maju 2019 wyłonił wykonawcę inwestycji, uszczuplonej jednak o układ dróg rowerowych. Koszty realizacji zadania to 498 tys. zł. Prace budowlane, realizowane bez wyłączania ulicy z ruchu, rozpoczęto 8 lipca 2019 (plac budowy oddano wykonawcy 28 czerwca 2019) i zakończono terminowo 29 sierpnia tego roku; oddanie do użytku nastąpiło 2 września 2019.

## Niektóre budynki
| Nr | Adres            | Lata budowy | Styl architektoniczny   | Wpisany do rej. zabytków | Uwagi | Zdjęcie |
| 1. | Plac Teatralny 2 | 1893–1905   | neobarok                | T                        | Kamienica narożna Stary Port 1-3 zbudowana według projektu Józefa Święcickiego z 1893 dla spadkobierców kupca Juliusza Rosenthala z przeznaczeniem na dom towarowy „Hohenzollern” i mieszkania. Budynek ukończony w 1894 r. posiadał neobarokowy wystrój oraz laskę Hermesa w dekoracji. W 1910 roku rozebrano północną część kamienicy i w jej miejscu wybudowano nową, modernistyczną kamienicę projektu Fritza Weidnera. W latach 30. XX w. rozebrano szczyty i usunięto dekoracje umieszczone ponad gzymsem koronującym. Obecnie planuje się odtworzenie attyki oraz niektórych dekoracji |         |
| 2. | Plac Teatralny 4 | 1911        | modernizm klasycyzujący | N                        | Dawny dom towarowy zbudowany według projektu Fritza Weidnera, b. siedziba centrali Forum Związków Zawodowych (2006–2016), obecnie siedziba oddziału Pekao SA. |         |
| 3. | Plac Teatralny 6 | 1913        | modernizm klasycyzujący | N                        | Kamienica na rogu ul. Jagiellońskiej (2). W latach 1789–1800 był tu narożnikowy dom mieszkalny ze spichlerzami i stajnią. W 1853 r. powstała nowa kamienica, która przetrwała do 1912 r., po czym zastąpił ją narożnikowy, sześciokondygnacyjny budynek według projektu arch. Heinricha Grossa z Berlina. Ostateczny kształt uzyskał w latach 1922–1923, a w 1940 r. powstały arkady, zaprojektowane przez Jana Kossowskiego na żądanie władz hitlerowskich. W 1907r. mieścił się tutaj Bank Stadthagen oraz winiarnia Luckwald. Od lat 60. XX w. do 2017 funkcjonowała najpierw kawiarnia, a następnie tu klub "Savoy", o którego nazwie informował wielki neon zewnętrzny. Od 2015 miasto próbowało sprzedać lub wydzierżawić obiekt o szacunkowej wartości 11,6 mln zł, dopiero u schyłku 2022 nabyła go Wyższa Szkoła Nauk o Zdrowiu. |         |

## Ciekawostki
W zachodniej części Placu Teatralnego, na zieleńcu rosną okazy drzew i krzewów, które wpisano do rejestru pomników przyrody. Są to:
- cztery cisy pospolite[18],
- platan klonolistny o obwodzie pnia 350 cm[19].

Przez Plac Teatralny przechodzi również 18 południk.